# Miss Venezuela 1972
El Miss Venezuela 1972 fue la decimonovena (19.ª) edición del certamen Miss Venezuela, celebrada en el Teatro de París (ahora llamado Teatro La Campiña) en Caracas, Venezuela, el 12 de julio de 1972.
Este año Venevisión transmitió el certamen por primera vez tras adquirir los derechos de emisión y producción. Además, Gilberto Correa y Liana Cortijo fueron los anfitriones del evento, y lo seguirían siendo por varios años.

## Resultados
| Resultado                         | Candidata                                 |
| --------------------------------- | ----------------------------------------- |
| Miss Venezuela 1972               | - Nueva Esparta — María Antonieta Cámpoli |
| Miss Mundo Venezuela 1972         | - Sucre — Amalia Heller                   |
| Miss Internacional Venezuela 1972 | - Guarico — Marilyn Plessman (+)          |
| 3ª Finalista                      | - Amazonas — Nancy Kranwinkel             |
| 4ª Finalista                      | - Falcón — Marydée Sierraalta             |

### Premios especiales
- Miss Fotogénica *   Falcón — Marydée Sierraalta
- Miss Amistad  - Gloria León (Miss Zulia)
- Miss Simpatía - Eva Medrano (Miss Anzoátegui), Miriam Bocanegra (Miss Apure) y Valentina Villegas (Miss Miranda)

## Delegadas
| - Miss Amazonas - Nancy de Lourdes Kranwinkel Plaza - Miss Anzoátegui - Eva Medrano - Miss Apure - Miriam Bocanegra - Miss Aragua - Elizabeta Sartore Rossini - Miss Bolívar - Gloria Gruber Figarelli - Miss Departamento Vargas - Eiling Antonetti - Miss Distrito Federal - Clara Gómez Velutini - Miss Falcón - Marydée Sierraalta González (+) | - Miss Guárico - Marilyn Plessman Martínez (+) - Miss Miranda - Valentina Villegas - Miss Monagas - Auristela Quintero - Miss Nueva Esparta - María Antonieta Campoli Prisco - Miss Portuguesa - Luz María Sánchez Oraá - Miss Sucre - Amalia del Carmen Heller Gómez - Miss Táchira - Ana Mireya Obregón - Miss Zulia - Gloria León |

### Nota
María Antonieta Campoli, Miss Nueva Esparta, y quien ganó la corona, lo logró con apenas 16 años de edad. El escándalo fue mayúsculo, cuando se supo además que había nacido en Isola del Liri, Italia, llegó con su familia a Venezuela en 1964. El presidente de la época, Rafael Caldera, hizo que fuese nacionalizada y pudiese así, viajar a Miss Universo 1972, donde obtuvo el sitial de segunda finalista (tercera en el orden).

## Representación Internacional
- María Antonieta Campoli clasificó como 2.ª Finalista en el Miss Universo 1972 celebrado en Dorado, Puerto Rico.
- Amalia Heller fue al Miss Mundo 1972 celebrado en Londres, Inglaterra. No logró clasificar.
- Marilyn Plessmann fue semifinalista en el Miss Internacional 1972, celebrado en Tokio, Japón.
- Eva Medrano asistió al Miss Turismo Centroamericano y del Caribe 1972 en Santo Domingo, República Dominicana, no logró clasificar.
- Nancy Kranwinkel concursó en el Miss Young International 1973, en Tokio, Japón, no logró clasificar. También fue al Reinado Internacional del Café 1973 en Colombia, tampoco figuró.

## Post Concurso
- María Antonieta Campoli (Nueva Esparta) se destacó como una reconocida modelo y actriz de la época. También incursionó como empresaria y diseñadora de trajes de baño.
- Amalia Heller (Sucre) desarrollo una prominente carrera como modelo y locutora.
- Marilyn Plessmann (Guárico) hizo una destacada carrera como modelo de fotografía, pasarela y publicidad. Fue portada de todas las revistas de la época a nivel nacional. Ella se convirtió en la primera Top Model de Venezuela a nivel internacional. Trabajó para las firmas más importantes de Estados Unidos, Europa y Japón. Fue portada de las revistas más comerciales a nivel internacional, (Cosmopolitan, Bazaar, Vanidades Continental, entre otras).
- Elizabeth Sartore Rossini (Aragua)realizó trabajos como modelo, y la película mexicana el santo enmascarado, participó en la rueda de la fortuna.
- Pierina España era (Miss Anzoátegui), se retiró antes de la final. Luego desarrollo una magistral carrera como actriz.